# Водафон Парк
Бешикташ Парк е многофункционален стадион в район Бешикташ в Истанбул, Турция. Това е домашният терен на Бешикташ. Стадионът е построен на мястото на бившия дом на Бешикташ, стадион Иньоню. Той има капацитет от приблизително 42 590 зрители, след като първоначално е планиран за 41 903 души. Стадионът е домакин на Суперкупата на УЕФА през 2019 г.
Стадионът е с капацитет от 42 590 зрители. Включен е в състава на спортните съоръжения за кандидатурата на Турция за Евро 2016.